# Cozola subrana
Cozola subrana är en fjärilsart som beskrevs av Moore 1859. Cozola subrana ingår i släktet Cozola och familjen tofsspinnare. Inga underarter finns listade i Catalogue of Life.